# 宋岳庭
宋岳庭（英文名：Yueting Song，1978年11月6日—2002年8月9日），網路代號M80，為臺灣饒舌創作男歌手、詞曲作家。被譽為「社會底層發言人」，用歌詞道出了社會的黑暗和悲哀。2002年因罹患多發性骨髓瘤病逝，年僅二十三歲。逝世後，專輯《Life's a Struggle》得到了第15屆金曲獎流行音樂作品類最佳作詞人獎。

## 生平
1978年11月6日，宋岳庭出生於臺灣臺北。1987年，9歲時以天才兒童的身份接受華視專訪。
宋岳庭他熱愛漫畫，從小就能自編自繪漫畫，也喜歡其他的藝術，梵谷是他最喜愛的畫家；宋岳庭也愛跳舞、運動，在朋友心目中他是舞王。他不斷地發明新的舞步，讓別人爭相模仿。他沒有受過正規音樂訓練，卻有無限的創造力，用他真實的情感即興創作。
宋岳庭少年時過敏症狀嚴重，母親於是將他送到國外留學，14歲時，宋岳庭以小留學生身份隻身前往美國唸書，先後換過幾個地方，1995年的暑假才搬到加州和弟弟住在一起、相互扶持。19歲時，因朋友被欺侮，仗義的宋岳庭假裝華青幫分子去恐嚇他人。事發之後，宋岳庭入獄三個月、緩刑三年。
2001年5月，宋岳庭發現罹患骨髓瘤三期，他接受了化療和腫瘤切除手術，奮戰病魔一年多，失去投身乐坛机会，最終於2002年8月9日因骨髓瘤病逝於洛杉磯，年僅二十三歲，據說宋岳庭是在母親的陪伴下安詳離世，逝世後由家人將其骨灰移到了美國加利福尼亞州玫瑰崗紀念公園埋葬。
2003年，宋岳庭母親和弟弟在整理其遺物時，找到宋岳庭用錄音機錄製的音樂，並將其作為唱片《Life's a Struggle》發行。曲中大量使用雙韻，為中文饒舌歌曲之首創。
2004年，以單曲〈Life's a Struggle〉獲得臺灣第十五屆金曲獎「流行音樂作品類最佳作詞人獎」，並由其母親和弟弟代為領獎。
2005年，《宋岳庭的羽毛》正式發行。
同時，母親與作家邱立屏合著出版了《讓我自己飛－－音樂才子宋岳庭的生命故事》，於4月29日在圓神出版，內容描述了宋岳庭的傳奇一生和他在樂壇生涯中的經歷還有母親和邱立屏對他的讚賞和惋惜。

## 音樂作品

### 專輯
- 《Life's a Struggle》（2003年）
- 《宋岳庭的羽毛》（2005年）

### 饒舌
- TENSION《Smart》專輯，歌曲 I'll be with you（2001年）

### 紀念書籍
- 《讓我自己飛－－音樂才子宋岳庭的生命故事》，作者李花崗（母親）、邱立屏，出版日2005年4月29日，圓神出版。

## 奖项
| 年份          | 奖项                                 | 提名                  | 结果 |
| ------------- | ------------------------------------ | --------------------- | ---- |
| 2004年5月8日  | 第15屆金曲獎 最佳演唱新人獎          | 《Life's a Struggle》 | 提名 |
| 2004年5月8日  | 第15屆金曲獎 最佳作词人獎            | 《Life's a Struggle》 | 獲獎 |
| 2013年3月30日 | 第2届中国嘻哈颁奖典礼 最佳杰出贡献奖 | 宋岳庭                | 獲獎 |

## 相关事件
- 2006年，臺灣知名的饒舌歌手MC Hotdog在自己的歌中引用了〈Life's a Struggle〉歌詞。[17]
- 2010年在公視戲劇《他們在畢業的前一天爆炸》裏播出〈Life's a Struggle〉。[18][19]
- 2011年，臺灣饒舌樂團丘與樂在創作《冷漠》中引用了〈Life's a Struggle〉歌詞向宋岳庭致敬。
- 2015年，臺灣饒舌樂團187INC在《紫色販子》中用了〈Life's a Struggle〉歌名向宋岳庭致敬。
- 2016年，臺灣歌手謝和弦在創作《本事》中加入了宋岳庭的〈Life's a Struggle〉歌詞，並將作詞者標為宋岳庭。
- 2016年，臺灣歌手蔡詩芸《Lately》向宋岳庭致敬。[20]
- 2017年，中國大陸饒舌女歌手Vava 在節目《中國有嘻哈》中改編了〈Life's a Struggle〉[21]。
- 2020年，德國饒舌歌手Scor奥熙 ScorAoxi在歌曲《我是披着洋皮的〈后浪〉》中改編了〈Life's a Struggle〉向宋岳庭致敬[22]。